# Sosthène Fernandez
 (mai 2015).
Pour les articles homonymes, voir Fernandez.
Sosthène Fernandez, né le 28 novembre 1923 à Pursat et décédé à Paris 5e le 11 juillet 2006.

## Biographie
Ses ancêtres, des musiciens espagnols en provenance des philippines, sont venus au Cambodge au XVIIe siècle à l'invitation du souverain Norodom Ier pour former une fanfare royale. « C'est ainsi qu'on retrouve des Lopez et des Fernandez au Cambodge ».
Il a fait partie du corps expéditionnaire français pendant la Première Guerre d'Indochine, avant d’entrer à l’École d'état major de Paris, puis à l’École de guerre.
Général et homme politique cambodgien (secrétaire d’État à la sécurité nationale durant la monarchie constitutionnelle et puis chef d’État major général et commandant en chef de l'armée de la République khmère de 1970 à 1975), il est une des figures emblématiques de la guerre entre le Cambodge et le Viêt Nam. En effet, Pol Pot était son adversaire.  
En 1974, il devint l'un des quatre dirigeants du conseil exécutif de la République (Directoire) , composé de Lon Nol, de Long Boret, du prince Sisovath et de lui-même.
Le général Sosthène Fernandez a quitté la Cambodge en mars 1975, quelques mois avant que Phnom Penh ne tombe aux mains des Khmers rouges.
Commandant en chef de l'armée khmère, le général Fernandez est consulté  par le président Lon Nol le 11 mars. « Sosthène, m'a dit le maréchal, les États-Unis ne nous donnent plus d'aide. Il ne nous reste qu'une solution : négocier avec les Khmers rouges. Quel est votre avis de militaire ? » Le général Sosthène Fernandez s'élève contre cette situation qu'il jugeait dramatique pour le peuple cambodgien. Il souhaitait  protéger le modèle ex-indochinois (Cambodge, Laos, Vietnam) et la paix face aux influences idéologiques et aux menaces militaires communistes.
Il refuse catégoriquement de négocier avec les Khmers rouges qui selon lui déjà imposaient leurs conditions en requérant le désarmement total de l'armée.
En effet, il estimait que l'action du pouvoir militaire devait s'acheminer naturellement vers la négociation politique. Il exprimait toutefois, la réserve que l'armée ne dépose pas les armes durant la discussion. Dans le cas contraire, il voulait continuer, comme il a souvent déclaré dans ses interviews, "à lutter de toutes ses forces pour la paix au Cambodge".
Bien que le président du Sénat, celui de l'Assemblée, le Premier ministre et les divers chefs politiques aient donné leur accord à une négociation avec les Khmers rouges qui exigaient le désarmement total des soldats républicains, le général Fernandez refuse de s'aligner. « Il m'était impossible de négocier avec ces adversaires même si le maréchal me demandait et me disait qu'ils étaient nos frères ennemis".
Le jour même, il présentait une demande de permission diplomatique afin d'aller en France pour 3 mois, qui lui a été accordée. Parallèlement, la grande croix de l'ordre du Cambodge lui a été décernée. A ce titre, le gouvernement républicain le nomma ambassadeur itinérant.
Il ne revint à Phnom Penh qu'en 1998 et rédigea un mémoire de guerre.